# Helmstedt
Helmstedt [ˈhɛlmˌʃtɛt] là một thành phố tại rìa đông của bang Lower Saxony, Đức. Đây là huyện lỵ của huyện Helmstedt. Helmstedt có dân số khoảng 26.000 người (năm 2004). Tên cũ là Helmstädt.
Helmstedt đã phát triển xung quanh nhà thờ St. Ludger's được lập vào năm 800 bởi Saint Liudger.

## Cư dân nổi tiếng
- Franz Heinrich Ludolf Ahrens
- Bibiana Beglau
- Victor von Bruns
- Hans Krebs
- Rudolf Leuckart
- Anton August Heinrich Lichtenstein
- Andree Wiedener

## Kết nghĩa
- Vitré, Pháp từ năm 1978
- Chard, Vương quốc Anh từ năm 1980
- Albuquerque, Hoa Kỳ từ năm 1983
- Fiuggi, Italia từ năm 1986
- Haldensleben, Đức từ năm 1990
- Svetlahorsk, Belarus từ năm 1991
- Orăştie, România từ năm 2002